# ロキシー:トゥナイツ・ザ・ナイト (今宵その夜)・ライヴ
| 専門評論家によるレビュー | 専門評論家によるレビュー |
| レビュー・スコア         | レビュー・スコア         |
| 出典                     | 評価                     |
| ------------------------ | ------------------------ |
| Pitchfork                | 8.3/10                   |
| Rolling Stone            | [ 2 ]                    |

『ロキシー：トゥナイツ・ザ・ナイト (今宵その夜)・ライヴ』（ロキシー：トゥナイツ・ザ・ナイト (こよいそのよる)・ライヴ、Roxy: Tonight's the Night Live）は、カナダ系アメリカ人ミュージシャン、ニール・ヤングのライヴ・アルバム。このアルバムは、ロサンゼルスのサンセット・ストリップにあるロキシー・シアターで行われたライヴ録音から抜粋されたもので、ニール・ヤング『Tonight's the Night Tour 1973』の一環として同クラブのオープンを祝ったライヴである。ニール・ヤングと彼がサンタモニカ・フライヤーズと呼ぶバック・バンドは、バンドが『トゥナイツ・ザ・ナイト』のレコーディングを終えた直後の1973年9月20、21、22日に一晩に2セット演奏した。そのため、コンサートのほぼ全編がこのアルバムで構成されている。
このアルバムは、2020年にリリースされた『ニール・ヤング・アーカイブス・VOL. II: 1972-1976』ボックスセットにも収録され、オリジナル版にはなかった「The Losing End」が追加収録されている。

## 収録曲
特記なき限り、全曲ニール・ヤング作詞作曲。
| #         | タイトル                                                    | 作詞            | 作曲・編曲      | 時間 |
| --------- | ----------------------------------------------------------- | --------------- | --------------- | ---- |
| 1.        | 「Intro」                                                   |                 |                 | 0:51 |
| 2.        | 「Tonight's the Night」                                     |                 |                 | 6:48 |
| 3.        | 「Roll Out the Barrel」                                     | Jaromír Vejvoda | Jaromír Vejvoda | 0:52 |
| 4.        | 「Mellow My Mind」                                          |                 |                 | 3:11 |
| 5.        | 「World on a String」                                       |                 |                 | 2:43 |
| 6.        | 「Band Intro」                                              |                 |                 | 1:23 |
| 7.        | 「Speakin' Out」                                            |                 |                 | 6:37 |
| 8.        | 「Candy Bar Rap」                                           |                 |                 | 0:31 |
| 9.        | 「Albuquerque」                                             |                 |                 | 3:51 |
| 10.       | 「Perry Como Rap」                                          |                 |                 | 0:17 |
| 11.       | 「New Mama」                                                |                 |                 | 2:39 |
| 12.       | 「David Geffen Rap」                                        |                 |                 | 0:35 |
| 13.       | 「Roll Another Number (For the Road)」                      |                 |                 | 4:40 |
| 14.       | 「Candy Bar 2 Rap」                                         |                 |                 | 0:28 |
| 15.       | 「Tired Eyes」                                              |                 |                 | 7:02 |
| 16.       | 「Tonight's the Night – Part II」                           |                 |                 | 6:38 |
| 17.       | 「Walk On」                                                 |                 |                 | 3:38 |
| 18.       | 「Outro」                                                   |                 |                 | 0:31 |
| 19.       | 「The Losing End (Bonus track only on Archives Volume II)」 |                 |                 | 6:51 |
| 合計時間: | 合計時間:                                                   | 60:06           |                 |      |

## 参加ミュージシャン
- ニール・ヤング - ヴォーカル、ギター、ピアノ、ハーモニカ
- ベン・キース - ペダル・スティール・ギター、スライド・ギター、ヴォーカル
- ニルス・ロフグレン - ピアノ、ギター、ヴォーカル
- ビリー・タルボット - ベース
- ラルフ・モリーナ - ドラム、ヴォーカル

レコーディング・エンジニア&制作スタッフ
- デヴィッド・ブリッグス、ニール・ヤング - プロダクション
- ジーン・アイケルバーガー、デニー・パーセル - レコーディング・エンジニア
- ティム・マリガン - フロント・オブ・ハウス、モニター
- ジョン・タルボット、カール・カントリーマン - 機材
- ジョン・ノーランド - ミキシング（レッドウッド・デジタル）
- ジェフ・ピン - アシスタント・エンジニア
- クリス・ベルマン - マスタリング（バーニー・グランドマン・マスタリング）
- ジョン・ハンロン - ポストプロダクション、マスタリング